# Rörstrandsområdet

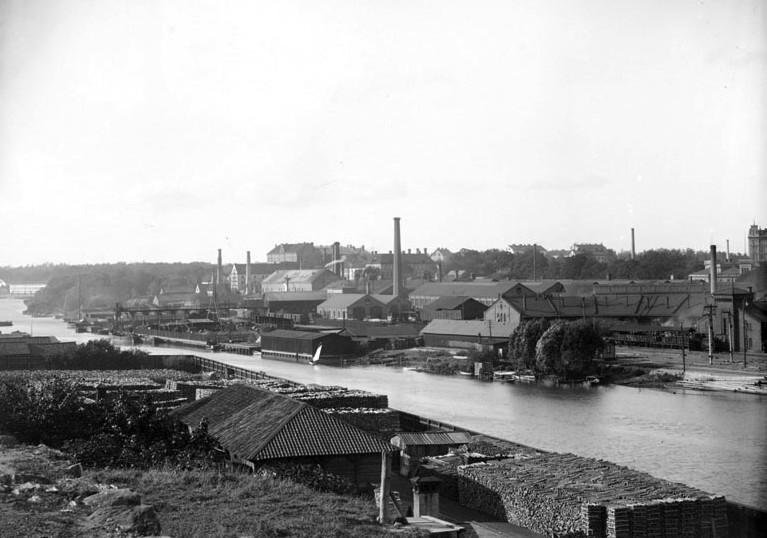
Rörstrandsområdet år 1896.

Rörstrand är ett informellt område i stadsdelen Vasastan i Stockholms innerstad.
Som Rörstrand brukar räknas området mellan Rörstrandsgatan och Norrbackagatan. I området ligger Filadelfiakyrkan. Rörstrand har, till skillnad från det angränsande Birkastaden, huvudsakligen bebyggelse från 1920-talet. Ibland räknas Birkastaden och Rörstrand som ett och samma område.

## Historik

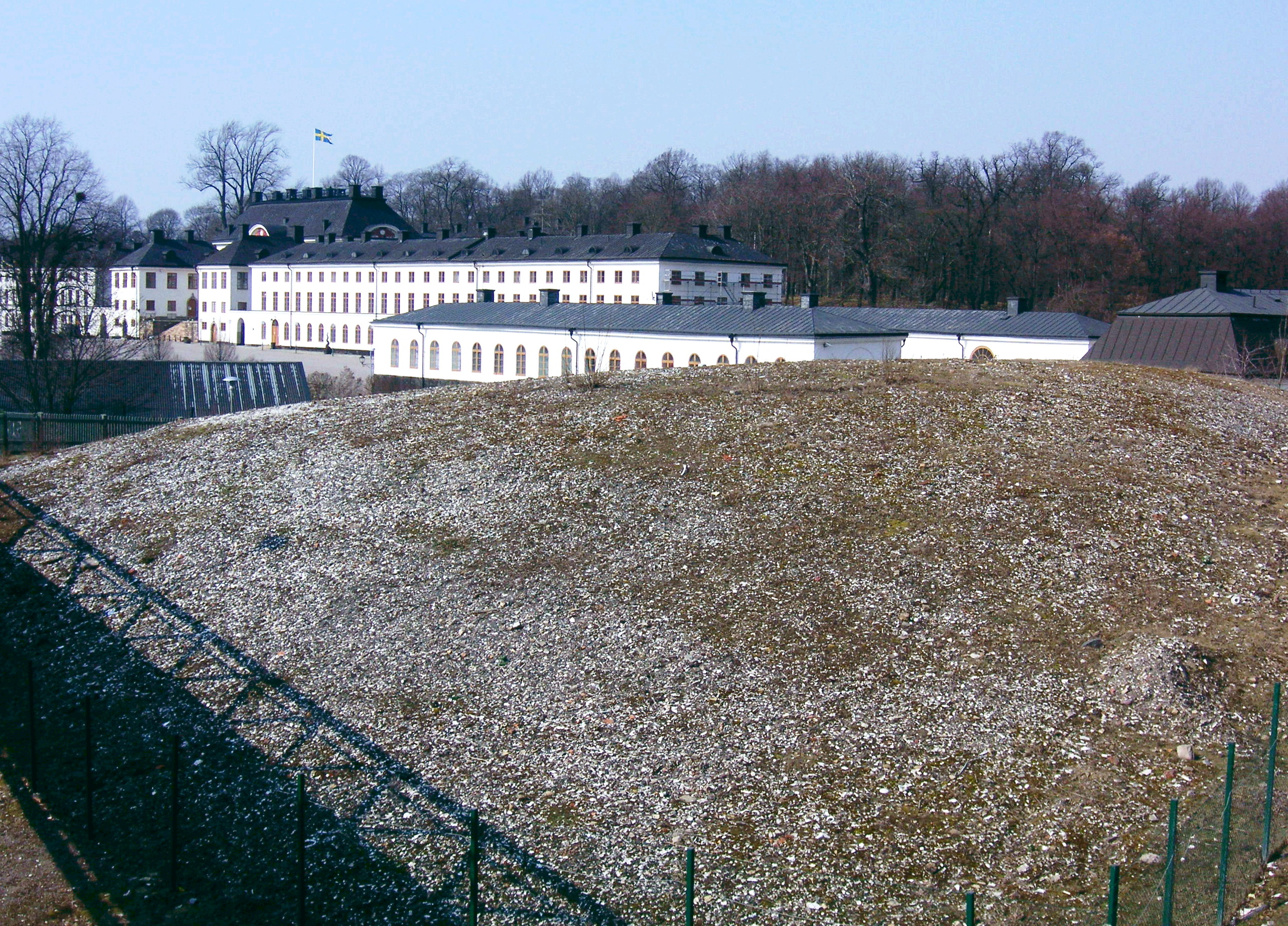
Porslinstippen år 2008 med Karlbergs slott i bakgrunden

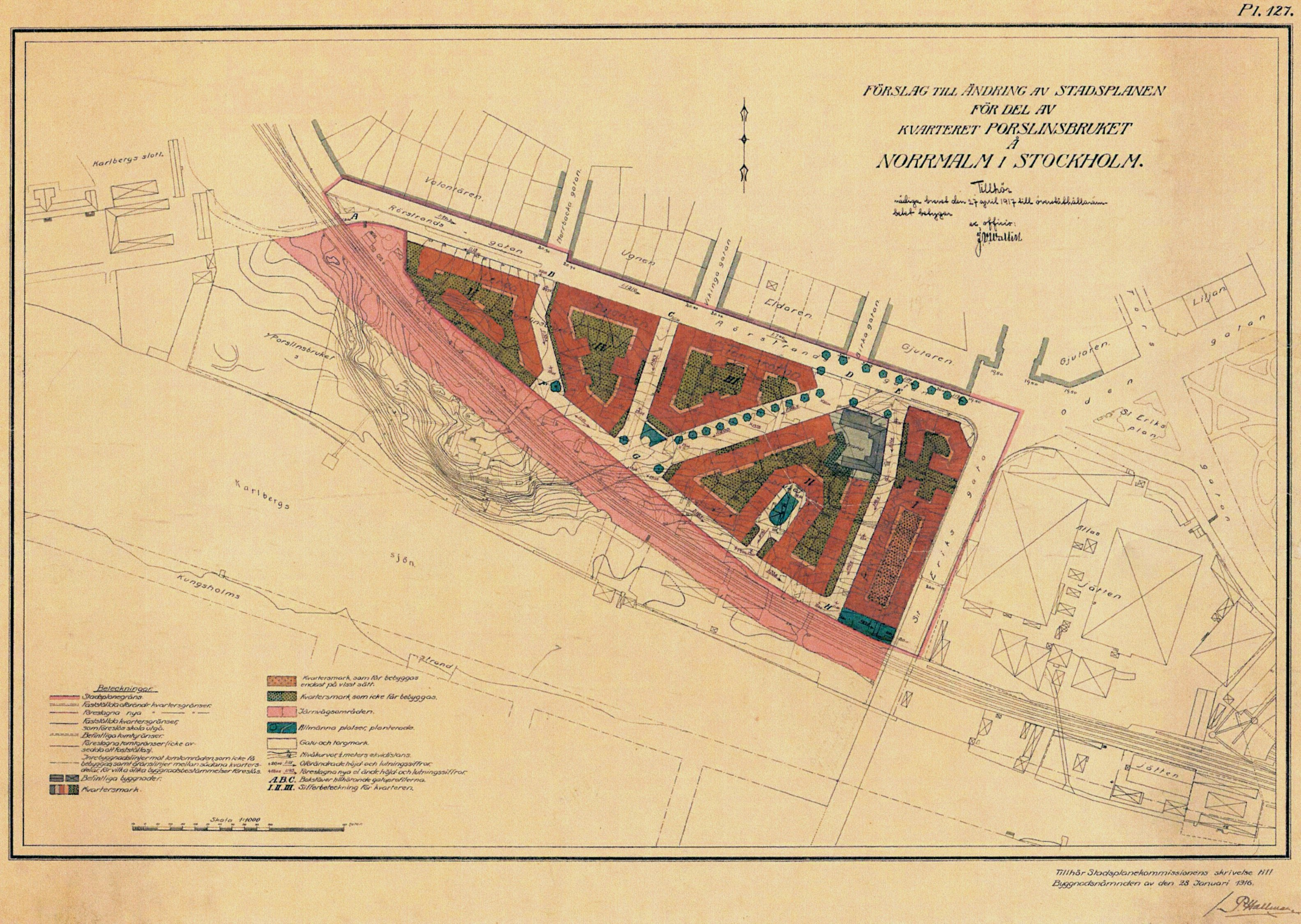
Stadsplan för kvarteret "Porslinsbruket" 1917, upprättad av Gunnar Morssing och signerad av Per Olof Hallman.

Rörstrand var under medeltiden en by som låg i trakten av nuvarande S:t Eriksplan. De äldsta kända beläggen för namnet Rörstrand förekommer i två brev utfärdade av Magnus Ladulås 1288. Då benämns Rörstrand Rörestrand respektive Röristrandh. Förleden kan motsvara ett fornsvenskt neutralt substantiv röre och står som motsvarighet till den latinska förlagans ord arundinetum, som betyder rörsjö. Förleden syftar på att stranden varit bevuxen med vass. Rörstrand ingick i Magnus Ladulås donation till Klara kloster. År 1527 indrogs klostrets egendomar till kronan. 
På 1600-talet köptes Rörstrand av den förmögne borgaren Mårten Wewitzer som kallades Kronans store långivare och adlades Rosenstierna. Under hans tid byggdes huvudbyggnaden, Rörstrands slott eller stora stenhuset, han gav det till sin gemål som en morgongåva år 1635. Huset står fortfarande kvar och är idag sammanbyggt med Filadelfiakyrkan. 
Namnet Rörstrand har framförallt blivit känt genom porslinstillverkning på Rörstrands Porslinsfabrik. På området nedanför slottet anlades på 1720-talet en porslinsfabrik och tillverkningen pågick fram till 1920-talet, då fabriken flyttade till Göteborg och därifrån till Lidköping på 1930-talet. 
Under Per Olof Hallman började 1917 det gamla industriområdet stadsplaneras. Förutom att gatu- och kvartersnamnen som påminner om Rörstrands porslinsfabrik finns den gamla tippen för porslinskross kvar. Den ligger till höger om gångbron från Birkastan till Karlbergs slott och är ett fornminne med RAÄ-nummer Stockholm 194:1. Fabriken revs 1926. Av det villasamhälle för fabrikens högre tjänstemän som fanns inom området finns i dag ingenting kvar. Den sista villan, Disponent Robert Almströms villa, Villa Rörstrand eller Stora Fabriksvillan, fanns kvar på en bergknalle intill Karlbergs järnvägsstation fram till mitten av 1960-talet, då den revs för järnvägens utbyggnad.